# Campeonato Mundial Júnior de Patinação Artística no Gelo de 1983
O Campeonato Mundial Júnior de Patinação Artística no Gelo de 1983 foi a oitava edição do Campeonato Mundial Júnior de Patinação Artística no Gelo, um evento anual de patinação artística no gelo organizado pela União Internacional de Patinação (em inglês:  International Skating Union) onde os patinadores artísticos competem pelo título de campeão mundial júnior. A competição foi disputada entre os dias 14 de dezembro e 19 de dezembro de 1982, na cidade de Sarajevo, Iugoslávia.

## Eventos
- Individual masculino
- Individual feminino
- Duplas
- Dança no gelo

## Medalhistas
| Evento                        | Ouro                                                 | Prata                                             | Bronze                                                   |
| Individual masculino detalhes | Christopher Bowman · Estados Unidos                  | Philippe Roncoli · França                         | Nils Köpp · Alemanha Oriental                            |
| Individual feminino detalhes  | Simone Koch · Alemanha Oriental                      | Karin Hendschke · Alemanha Oriental               | Parthena Sarafidis · Áustria                             |
| Duplas detalhes               | Marina Avstriskaia · Yuri Kvashnin · União Soviética | Peggy Seidel · Ralf Seifert · Alemanha Oriental   | Inna Bekker · Sergei Likhanski · União Soviética         |
| Dança no gelo detalhes        | Tatiana Gladkova · Igor Shpilband · União Soviética  | Elena Novikova · Oleg Bliakhman · União Soviética | Christina Yatsuhashi · Keith Yatsuhashi · Estados Unidos |

## Resultados

### Individual masculino
| Pos.              | Nome               | Nacionalidade     |
| ----------------- | ------------------ | ----------------- |
| Medalha de ouro   | Christopher Bowman | Estados Unidos    |
| Medalha de prata  | Philippe Roncoli   | França            |
| Medalha de bronze | Nils Köpp          | Alemanha Oriental |
| 4                 | Marc Ferland       | Canadá            |
| ...               |                    |                   |
| 16                | Jeffrey Partrick   | Canadá            |
| ...               |                    |                   |

### Individual feminino
| Pos.              | Nome               | Nacionalidade     |
| ----------------- | ------------------ | ----------------- |
| Medalha de ouro   | Simone Koch        | Alemanha Oriental |
| Medalha de prata  | Karin Hendschke    | Alemanha Oriental |
| Medalha de bronze | Parthena Sarafidis | Áustria           |
| ...               |                    |                   |
| 6                 | Monica Lipson      | Canadá            |
| 7                 | Melissa Murphy     | Canadá            |
| ...               |                    |                   |

### Duplas
| Pos.              | Nome                               | Nacionalidade     |
| ----------------- | ---------------------------------- | ----------------- |
| Medalha de ouro   | Marina Avstriskaia / Yuri Kvashnin | União Soviética   |
| Medalha de prata  | Peggy Seidel / Ralf Seifert        | Alemanha Oriental |
| Medalha de bronze | Inna Bekker / Sergei Likhanski     | União Soviética   |
| ...               |                                    |                   |

### Dança no gelo
| Pos.              | Nome                                    | Nacionalidade   |
| ----------------- | --------------------------------------- | --------------- |
| Medalha de ouro   | Tatiana Gladkova / Igor Shpilband       | União Soviética |
| Medalha de prata  | Elena Novikova / Oleg Bliakhman         | União Soviética |
| Medalha de bronze | Christina Yatsuhashi / Keith Yatsuhashi | Estados Unidos  |
| ...               |                                         |                 |

## Quadro de medalhas
| Ordem | País              | Medalha de ouro | Medalha de prata | Medalha de bronze |    | Ordem por total |
| ----- | ----------------- | --------------- | ---------------- | ----------------- | -- | --------------- |
| 1     | União Soviética   | 2               | 1                | 1                 | 4  | 1               |
| 2     | Alemanha Oriental | 1               | 2                | 1                 | 4  | 1               |
| 3     | Estados Unidos    | 1               |                  | 1                 | 2  | 3               |
| 4     | França            |                 | 1                |                   | 1  | 4               |
| 5     | Áustria           |                 |                  | 1                 | 1  | 4               |
| TOTAL | TOTAL             | 4               | 4                | 4                 | 12 | —               |